# Dansk Kvindesamfund
Dansk Kvindesamfund (DK) er en dansk tværpolitisk organisation der arbejder for ligestilling mellem kønnene. Den blev stiftet i 1871 af blandt andet Matilde Bajer og er dermed kvindesagens ældste forening. Foreningen står for en inkluderende, intersektionel og progressiv liberal feminisme. Dansk Kvindesamfund støtter også LGBTQA-rettigheder.
Dansk Kvindesamfund er medlem af International Alliance of Women og er således en søsterorganisation af Norsk Kvinnesaksforening, Kvenréttindafélag Íslands og Fredrika Bremer-förbundet i Sverige.

## Historie
Dansk Kvindesamfund blev stiftet den 24. februar 1871, dengang underbetegnelsen ”Comité local de l’association internationale des femmes”, samfundets forstanderinde var Mathilde Bajer og dets skriftfører og kassere var Caroline Testman.
Det er lidt uklart hvem der stiftede DK sammen med Matilde Bajer. Nogle steder tilskrives det hendes ægtemand Frederik Bajer og andre steder tilskrives det lærerinderne Elisabet Ouchterlony og Tagea Johansen samt journalisten Caroline Testman. Blandt foreningens tidligste medlemmer var forfatterinden Mathilde Fibiger, efter hvem foreningen i 1970 opkaldte dels aktivistgruppen Mathildes Børn, dels Mathildeprisen, som kan uddeles til en kvinde, mand eller forening, hvis arbejde Dansk Kvindesamfund har fundet påskønnelsesværdigt.
Dansk Kvindesamfund udgiver verdens ældste kvindemagasin Kvinden & Samfundet. Første nummer udkom 2. januar 1885. Dansk Kvindesamfund er desuden medarrangør af Mangfoldighedsfest Odense.

### Kvinders kommunale valgret
Det provokerende forslag om politiske borgerrettigheder til kvinder blev første gang luftet i Dansk Kvindesamfund i 1884 som et forslag til ændring af foreningens formålsparagraf, men forslaget blev forkastet. Imidlertid vedtoges i 1887 følgende programerklæring:
Dansk Kvindesamfunds formål er at dygtiggøre kvinderne og virke for deres ligeberettigelse i familie, samfund og stat.
At dette nye programpunkt vakte så stor opstandelse i den offentlige mening, at ordlyden en måned senere blev formuleret om til, at Dansk Kvindesamfund skulle arbejde for at "forbedre kvindernes stilling i familie, samfund og stat." ændrer ikke på, at 1887 er året, hvor Dansk Kvindesamfund åbent går ind for, at kvinder skal have kommunal valgret. For eksempel forestår Dansk Kvindesamfund i 1887 en underskriftsindsamling i København til støtte for Fredrik Bajers forslag om kommunal kvindevalgret. Underskrifterne blev overdraget til Rigsdagen den. 17. februar 1887. Året efter samlede Dansk Kvindesamfund underskrifter ind fra hele Danmark.
Selv om flertallet i Dansk Kvindesamfund i 1884 gik ind for borgerrettigheder til kvinder, fandt man, at det var taktisk klogest at gå forsigtigt til værks og ikke med programerklæringer provokere den offentlige mening eller de politikere, hvis nåde sagen alene afhang af. Et mindretal med bl.a. Mathilde Bajer var utilfredse med den lempelige linje og stiftede i 1886 Kvindelig Fremskridtsforening, der bredere og mere aktivt og udadvendt kunne arbejde for kvinders valgret, det vil sige såvel til kommuner som til Rigsdag. Få år efter stiftedes Kvindevalgretsforeningen.
Efter 10 års forløb med fem forgæves forsøg på at få en lov om kommunal valgret for kvinder, bredte der sig en vis modløshed, både blandt kvinderne og de folketingsmænd, som støttede dem. I 1895 vedtog Dansk Kvindesamfund den strategi, at modvillige rigsdagsmænd skulle bearbejdes personligt. Strategien slog fejl, idet ingen rigsdagsmænd havde sympati for sagen. På de betingelser "døde" de nye og mere yderligtgående foreninger: Kvindevalgretsforeningen overdrog i 1897 sig selv til Dansk Kvindesamfunds Københavnskreds. Kvindelig Fremskridtsforening opløstes i 1903.
Efter 22 års forløb med 11 forgæves forsøg fik kvinderne kommunal valgret den 20. april 1908.

### Kvinders valgret til Rigsdagen
Mange politikere havde gennem de 22 år advaret og sagt, at hvis man først gav kvinderne en lillefinger, nemlig kommunal valgret, så ville de snart forlange hele hånden, nemlig politisk valgret, det vil sige til Rigsdagen (Folke- og Landstinget). Disse politikere havde set rigtigt. Aldrig så snart var den kommunale valgret i hus, før kvinderne ville have mere. Men i mange år frem syntes ingen politikere, at kvindernes manglende valgret til Rigsdagen var et vigtigt, selvstændigt problem.
I 1906 fik den fraktion i Dansk Kvindesamfund, der arbejdede for kønnenes politiske ligestilling, flertal. Samme år blev politisk valgret en del af landsforeningen Dansk Kvindesamfunds formålsparagraf. Odensekredsen og Københavnskredsen satte dog allerede i henholdsvis 1893 og 1894 kvinders politiske valgret på det lokale program.

Ved valget i 1909 demonstrerede kvinder i hele landet ved at opklæbe Dansk Kvindesamfunds valgplakat i valglokalerne:
"Der er ikke almindelig valgret i Danmark, når kvinderne er uden politisk valgret".
Den 5. juni 1915 får danske kvinder stemmeret og kan nu stille op til Folketinget og Landstinget. Det er afslutningen på over 25 års uafbrudt politisk kamp for stemmeret. Kvinder indtager landets talerstole og avisernes debatsider. Nye organisationer dukker op og medlemsblade beretter om stemmeretskampen i både Danmark og udlandet.

### Abortspørgsmålet
Dansk Kvindesamfund tog abortspørgsmålet på programmet i 1966 og vedtog på sit landsmøde i 1969 at gå ind for fri adgang til abort, idet 223 stemte for, 62 imod, 23 ved ikke.
Danske Kvinders Nationalråd meddelte samme år justitsministeriet, at tre af de tilsluttede foreninger (Dansk Kvindesamfund, Socialdemokratiets kvinder i Danmark, Københavns kommunale sygeplejerskeforening) gik ind for fri abort. 12 foreninger gik imod, 2 meddelte at de ikke ønskede at udtale sig, og de øvrige udtalte sig ikke.

### Dannerhuset
Startskuddet til bevarelse af Frederik den Syvendes Stiftelse som kvindehus lød på Dansk Kvindesamfunds arbejdsmøde i foråret 1978, hvor Lasse Edith Trojel efterlyste lokaler til et krisecenter i København, hvor københavnske voldsramte og voldtagne kvinder kunne søge tilflugt. Eva Rude udpegede Frederik den Syvendes Stiftelse, og forhandlinger om overtagelse og videreførelse i overensstemmelse med fundatsen startede den 6. september 1978. Dansk Kvindesamfund blev i stedet tilbudt at købe Stiftelsen for ejendomsværdien på 3,5 millioner kroner plus istandsættelse cirka 7 millioner. Dansk Kvindesamfund 'svarede igen' sammen med mange andre kvindeorganisationer, men de nye forhandlinger om overtagelse og videreførelse blev afbrudt, idet Stiftelsen pludselig solgtes til et entreprenørfirma. Det var denne handling, som førte til, at kvinderne besatte Stiftelsen den 2. november 1979. Den 1. april 1980 var der med bred opbakning i hele befolkningen indsamlet så mange penge, bl.a. ved salg af et klistermærke, at kvinderne denne dato kunne købe Stiftelsen tilbage fra entreprenørfirmaet.
  

## Kvinders Grundlov
I 1995, 1998 og 2007 har Dansk Kvindesamfund udgivet CEDAW-pakken , som er et undervisningskit med oplysningsmateriale til danske kvinder om Kvinders Grundlov, Konvention om afskaffelse af alle former for diskrimination imod kvinder CEDAW (Convention on the Elimination of All Forms of Discrimination Against Women).

## Dansk Kvindesamfunds Krisecenter
I 2006 oprettede frivillige fra Dansk Kvindesamfund et krisecenter på Frederiksberg. Krisecenteret har navnet Dansk Kvindesamfunds Krisecenter og har plads til 8 kvinder og 10 børn, fordelt på 8 værelser. Et af værelserne er beliggende i stueetagen og er tilgængeligt for gangbesværede.

## Forbyd sexkøb nu
Dansk Kvindesamfund startede den 8. marts 2008 (international kvindedag) webkampagnen Forbyd Sexkøb Nu, hvortil er knyttet en underskiftsindsamling, hvor både mænd og kvinder kan skrive under. Underskrifterne blev afleveret til justitsministeren den 18. oktober 2008.

## LGBTQA-rettigheder
Dansk Kvindesamfund støtter LGBTQA-rettigheder, og har udtalt, at det tager homofobi og transfobi meget alvorligt, at "vi støtter op om alle initiativer der fremmer homo- og transkønnedes rettigheder" og at "vi ser LGBTQA som nære allierede i kampen mod ulighed og vi kæmper sammen for et samfund, hvor køn og seksualitet ikke på nogen måde skal kunne begrænse et individ." Tidligere præsident i Dansk Kvindesamfunds internationale moderorganisation IAW Marion Böker sagde, at det for kvindesagsbevægelsen er nødvendigt at arbejde på grundlag af menneskerettighederne, som er universelle og udelelige, forsvare demokratiske værdier og kæmpe for en inkluderende kvindebevægelse. Hun advarede mod ekstreme højrekræfter, der forsøger at sætte kvinders rettigheder op mod minoritetsgruppers menneskerettigheder, herunder ved at ophidse til had mod transpersoner. Kvindesagsbevægelsen deler vurderingen fra UN Women, som udtalte, at "der er lang tradition for, at anti-rettighedsbevægelser fremstiller kvinders og LHBTIQ+-personers ligestilling som en trussel mod såkaldte 'traditionelle' familieværdier. Bevægelser som 'anti-gender-bevægelsen', 'kønskritiske' bevægelser og 'mandsrettighedsbevægelser' har taget dette til et ekstremt niveau (...) disse bevægelser bruger hadpropaganda og desinformation for at ramme og forsøge at delegitimere mennesker med mangfoldige seksuelle orienteringer, kønsidentiteter, kønsudtryk og kønskarakteristika (...) falske påstande om, at LHBTIQ+-personers rettigheder, særligt transpersoners rettigheder, er i konflikt med kvinders rettigheder, skaber kun splittelse i kampen for ligestilling (...) kampen for LHBTIQ+-personers menneskerettigheder kan ikke adskilles fra kampen for kvinders rettigheder og ligestilling. De, der kæmper for kvinders og LHBTIQ+-personers menneskerettigheder, deler målet om frie og retfærdige samfund."